# Atarba (Ischnothrix) grampiana
Atarba (Ischnothrix) grampiana is een tweevleugelige uit de familie steltmuggen (Limoniidae). De soort komt voor in het Australaziatisch gebied.